# Огастус Пит Риверс
Огастус Хенри Лејн Фокс Пит Риверс (енгл. Augustus Henry Lane Fox Pitt Rivers; 14. април 1827 — , 4. мај 1900) је био официр енглеске војске, етнолог и археолог. Значајан је његов, за то доба, иноваторски методолошки приступ и напредак у пракси археолошких ископавања.
Пит Риверс се касно посветио ископавањима, али је значајно допринео развоју типолошког проучавања артефаката, бавећи се уз то теренским радом у Енглеској и Ирској. Захваљујућ наследству, постао је власник великог имања у Кренборн Чејсу у Весексу, једном од археолошки најбогатијих делова Енглеске. У периоду од 1880-1900. посветио се проучавању тога краја.
Приход који му је посед доносио омогућио је Пит Риверсу да стално запосли археолошке помоћнике, а сопствене надничаре искористи у ископавању низа споменика од неолитских хумки до средњовековних здања. Прво ископавање отпочео је у Ирској шездесетих година 19. века. Посветио је велику пажњу артефактима, локалитетима и непокретним налазима. Бележио је не само артефакте већ и контекст у којем су пронађени.
Пит Риверсова техника ископавања није била револуционарна, већ педантна, методична и прецизна у складу с његовим војним образовањем. Своја ископавања и налазе веома исцрпно објављивао у серији обимних свезака, опремљених мноштвом илустрација и табелама реликата, које су и данас важан извор информација.